# أصفاد

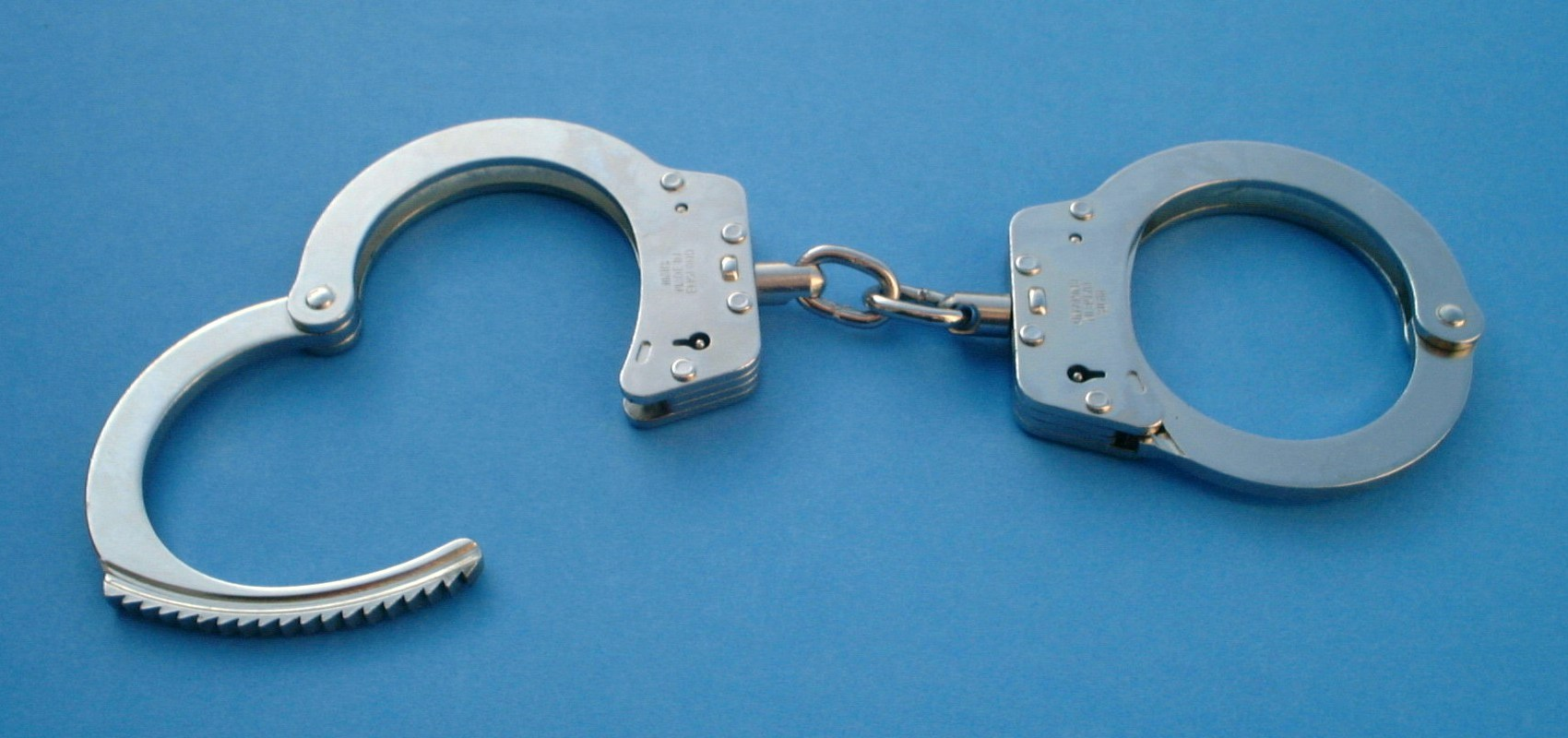
الأصفاد الحديثة ، منذ التسعينات

الأصفاد (المفرد: صفد) أو الكلبشات (المفرد: كلبش) جهاز لتقييد وتأمين رسغ اليدين لشخص لتصبحا قريبتين من بعضهما ما يقيد حركتهما. والأصفاد تكون عادة مكونة من جزئين -جزء لكل يد، مكونة من مفصلة وسلسلة عادة أو بدون سلسلة في أنواع أخرى.

## التأثيل
كلمة كلبش أو كلبشة من التركية العثمانية كلبچه.

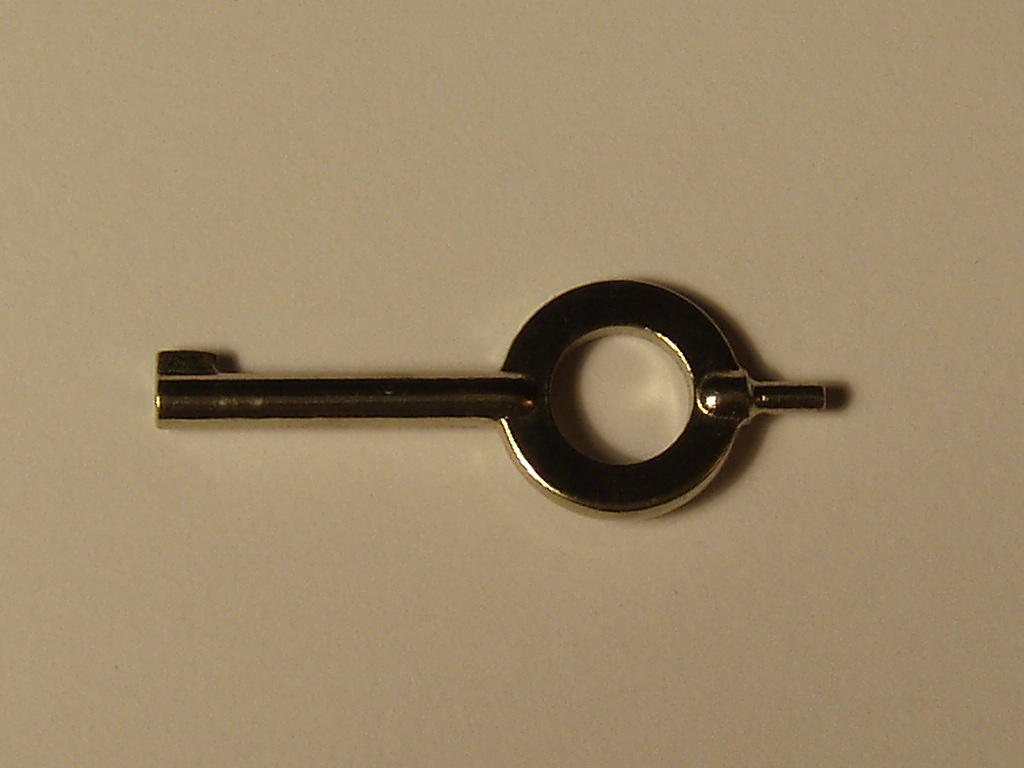
مفتاح الأصفاد العام

## استعمالات
- تستخدمها بشكل رئيسي الشرطة لتقييد المتهمين.
- كما يمكن أن تستعمل في ممارسات أخرى مثل التربيط

## الأصفاد في القرآن
ذُكِرتْ في القرآن كلمة الأصفاد وكلمات أخرى تدلّ معنى القيود.
- الأصفاد ذُكِرتْ مرتين في القرآن، في سورة إبراهيم {وَتَرَى الْمُجْرِمِينَ يَوْمَئِذٍ مُّقَرَّنِينَ فِي الْأَصْفَادِ} وفي سورة ص {وآخرين مُقَرَّنين في الأصفاد} والأصفاد : جمع صِفاد بوزن كِتاب، وهو القيد والغل.
- «الأغلال» ذُكرتْ 6 مرات في القرآن بوصفها أداة قيـد تمنع من الفعل وتقطع الحركة وتقيّد اليدين من طرف وتُعلَّق في الرقبة من طرفها الثاني، والأغلال : جمع غُلّ بضم الغين، وهو القيد الذي يوضع في العنق، وهو أشد التقيّد.[2][3][4]
- وَثاق أداة كالقيد أوالحبل يُشدُّ بها الأسير، لكيلا يُفلت، ذُكِرتْ مرتين في القرآن: {فشُدّوا الوَثاق} و {ولا يوثق وَثاقه أحد}.[5]